# 2010年亞洲運動會跳水比賽
2010年亞洲運動會跳水比賽於11月22日至26日在中國廣州广东奥林匹克体育中心游泳跳水馆舉行，共產生10枚金牌。

## 參賽運動員
來自14個國家或地區的77名跳水運動員參加比賽。

| - 中国（16） - 中国香港（2） - 印度尼西亚（5） - 伊朗 - 日本（7） | - 韩国（8） - 科威特運動員（4） - 老挝（2） - 中国澳门（4） - 马来西亚（10） | - 朝鲜（5） - 菲律宾（5） - （2） - 越南（3） |

## 獎牌統計
| 排名 | 国家／地区      | 金牌 | 银牌 | 铜牌 | 總數 |
| ---- | --------------- | ---- | ---- | ---- | ---- |
| 1    | 中国（CHN）     | 10   | 6    | 0    | 16   |
| 2    | 马来西亚（MAS） | 0    | 4    | 5    | 9    |
| 3    | 朝鲜（PRK）     | 0    | 0    | 2    | 2    |
| 4    | 日本（JPN）     | 0    | 0    | 1    | 1    |
| 4    | 韩国（KOR）     | 0    | 0    | 1    | 1    |
| 4    | 中国澳门（MAC） | 0    | 0    | 1    | 1    |
| 總計 | 總計            | 10   | 10   | 10   | 30   |

## 各項成績

### 男子
| 項目                     | 金牌                          | 金牌     | 银牌                                            | 银牌     | 铜牌                             | 铜牌     |
| 男子10米跳台（詳細）     | 曹缘（中国）                  | 557.15分 | 火亮（中国）                                    | 552.50分 | 布赖恩·尼克松·洛马斯（马来西亚） | 478.60分 |
| 男子1米跳板（詳細）      | 何敏（中国）                  | 481.20分 | 秦凯（中国）                                    | 451.20分 | 杨健立（马来西亚）               | 391.10分 |
| 男子3米跳板（詳細）      | 何冲（中国）                  | 525.85分 | 罗玉通（中国）                                  | 503.15分 | 杨健立（马来西亚）               | 439.45分 |
| 男子雙人10米跳台（詳細） | 中国（CHN） · 杨礼光 · 周吕鑫 | 486.57分 | 马来西亚（MAS） · 布赖恩·尼克松·洛马斯 · 黄兹梁 | 407.16分 | 朝鲜（PRK） · 金村万 · 徐明赫    | 394.08分 |
| 男子雙人3米跳板（詳細）  | 中国（CHN） · 罗玉通 · 秦凯   | 459.60分 | 马来西亚（MAS） · 布赖恩·尼克松·洛马斯 · 杨健立 | 404.85分 | 韩国（KOR） · 朴智浩 · 孙成哲    | 388.26分 |

### 女子
| 項目                     | 金牌                        | 金牌     | 银牌                                            | 银牌     | 铜牌                                | 铜牌     |
| 女子10米跳台（詳細）     | 胡亚丹（中国）              | 436.70分 | 汪皓（中国）                                    | 426.10分 | 潘德勒拉·丽农·帕姆格（马来西亚）    | 344.45分 |
| 女子1米跳板（詳細）      | 吴敏霞（中国）              | 326.15分 | 郑霜雪（中国）                                  | 303.90分 | 張俊虹（马来西亚）                  | 271.60分 |
| 女子3米跳板（詳細）      | 何姿（中国）                | 382.00分 | 施廷懋（中国）                                  | 359.90分 | 徐雪茵（中国澳门）                  | 287.55分 |
| 女子雙人10米跳台（詳細） | 中国（CHN） · 陈若琳 · 汪皓 | 360.06分 | 马来西亚（MAS） · 梁敏喻 · 潘德勒拉·丽农·帕姆格 | 311.94分 | 朝鲜（PRK） · 崔金姬 · 金云消       | 284.64分 |
| 女子雙人3米跳板（詳細）  | 中国（CHN） · 施廷懋 · 王涵 | 315.60分 | 马来西亚（MAS） · 梁敏喻 · 黄燕仪               | 279.90分 | 日本（JPN） · 中川真依 · 澀澤小哉芳 | 277.50分 |